# Juniville
Juniville és un municipi francès situat al departament de les Ardenes i a la regió del Gran Est. L'any 2007 tenia 1.100 habitants.

## Demografia

### Població
El 2007 la població de fet de Juniville era de 1.100 persones. Hi havia 388 famílies de les quals 56 eren unipersonals (24 homes vivint sols i 32 dones vivint soles), 124 parelles sense fills, 184 parelles amb fills i 24 famílies monoparentals amb fills.
La població ha evolucionat segons el següent gràfic:
Habitants censats

### Habitatges
El 2007 hi havia 413 habitatges, 396 eren l'habitatge principal de la família, 8 eren segones residències i 9 estaven desocupats. 385 eren cases i 25 eren apartaments. Dels 396 habitatges principals, 277 estaven ocupats pels seus propietaris, 109 estaven llogats i ocupats pels llogaters i 10 estaven cedits a títol gratuït; 1 tenia dues cambres, 35 en tenien tres, 91 en tenien quatre i 269 en tenien cinc o més. 328 habitatges disposaven pel capbaix d'una plaça de pàrquing. A 161 habitatges hi havia un automòbil i a 213 n'hi havia dos o més.

### Piràmide de població
La piràmide de població per edats i sexe el 2009 era:
| Homes | Edats   | Dones |
| ----- | ------- | ----- |
| 0     | 95 o +  | 0     |
| 0     | 90 a 94 | 4     |
| 0     | 85 a 89 | 16    |
| 0     | 80 a 84 | 0     |
| 12    | 75 a 79 | 8     |
| 28    | 70 a 74 | 28    |
| 24    | 65 a 69 | 28    |
| 12    | 60 a 64 | 20    |
| 16    | 55 a 59 | 8     |
| 20    | 50 a 54 | 20    |
| 28    | 45 a 49 | 24    |
| 40    | 40 a 44 | 40    |
| 28    | 35 a 39 | 44    |
| 36    | 30 a 34 | 28    |
| 28    | 25 a 29 | 28    |
| 16    | 20 a 24 | 12    |
| 20    | 15 a 19 | 28    |
| 44    | 10 a 14 | 20    |
| 44    | 5 a 9   | 36    |
| 28    | 0 a 4   | 12    |

## Economia
El 2007 la població en edat de treballar era de 666 persones, 514 eren actives i 152 eren inactives. De les 514 persones actives 476 estaven ocupades (266 homes i 210 dones) i 38 estaven aturades (10 homes i 28 dones). De les 152 persones inactives 40 estaven jubilades, 56 estaven estudiant i 56 estaven classificades com a «altres inactius».

### Ingressos
El 2009 a Juniville hi havia 401 unitats fiscals que integraven 1.149 persones, la mediana anual d'ingressos fiscals per persona era de 18.389 €.

### Activitats econòmiques
Dels 58 establiments que hi havia el 2007, 3 eren d'empreses extractives, 2 d'empreses alimentàries, 1 d'una empresa de fabricació d'altres productes industrials, 14 d'empreses de construcció, 16 d'empreses de comerç i reparació d'automòbils, 5 d'empreses de transport, 2 d'empreses financeres, 1 d'una empresa immobiliària, 2 d'empreses de serveis, 8 d'entitats de l'administració pública i 4 d'empreses classificades com a «altres activitats de serveis».
Dels 22 establiments de servei als particulars que hi havia el 2009, 1 era una oficina d'administració d'Hisenda pública, 1 gendarmeria, 1 oficina de correu, 1 una oficina bancària, 1 taller de reparació d'automòbils i de material agrícola, 2 paletes, 1 guixaire pintor, 2 fusteries, 5 lampisteries, 2 electricistes, 1 empresa de construcció, 1 perruqueria, 1 restaurant, 1 agència immobiliària i 1 saló de bellesa.
Dels 7 establiments comercials que hi havia el 2009, 1 era una botiga de més de 120 m², 2 fleques, 1 una fleca, 1 una botiga de mobles, 1 una botiga de material de revestiment de parets i terra i 1 una joieria.
L'any 2000 a Juniville hi havia 26 explotacions agrícoles que ocupaven un total de 2.440 hectàrees.

## Equipaments sanitaris i escolars
El 2009 hi havia 1 farmàcia i 1 ambulància.
El 2009 hi havia una escola elemental. Juniville disposava d'un col·legi d'educació secundària amb 228 alumnes.

## Poblacions més properes
El següent diagrama mostra les poblacions més properes.